# Бобруйська рівнина
Бобруйська рівнина — геоморфологічний район області рівнин і низин Передполісся, на південному заході Могилівської області .
Рівнина займає близько ІІ частини однойменного фізико-географічного району Передполіської провінції. Сусідить із Солігорською рівниною на заході, Пуховичською рівниною на північному заході, Центральноберезинською рівниною на півночі та сході, Світлогірською низовиною на півдні. Протяжність із південного заходу на північний схід 70-75 км, з півночі на південь 55-60 км. Абсолютні позначки висот коливаються від 150 до 170 м, у тальвегах рік від 130 до 140 м, на пагорбах і грядах до 206 м.

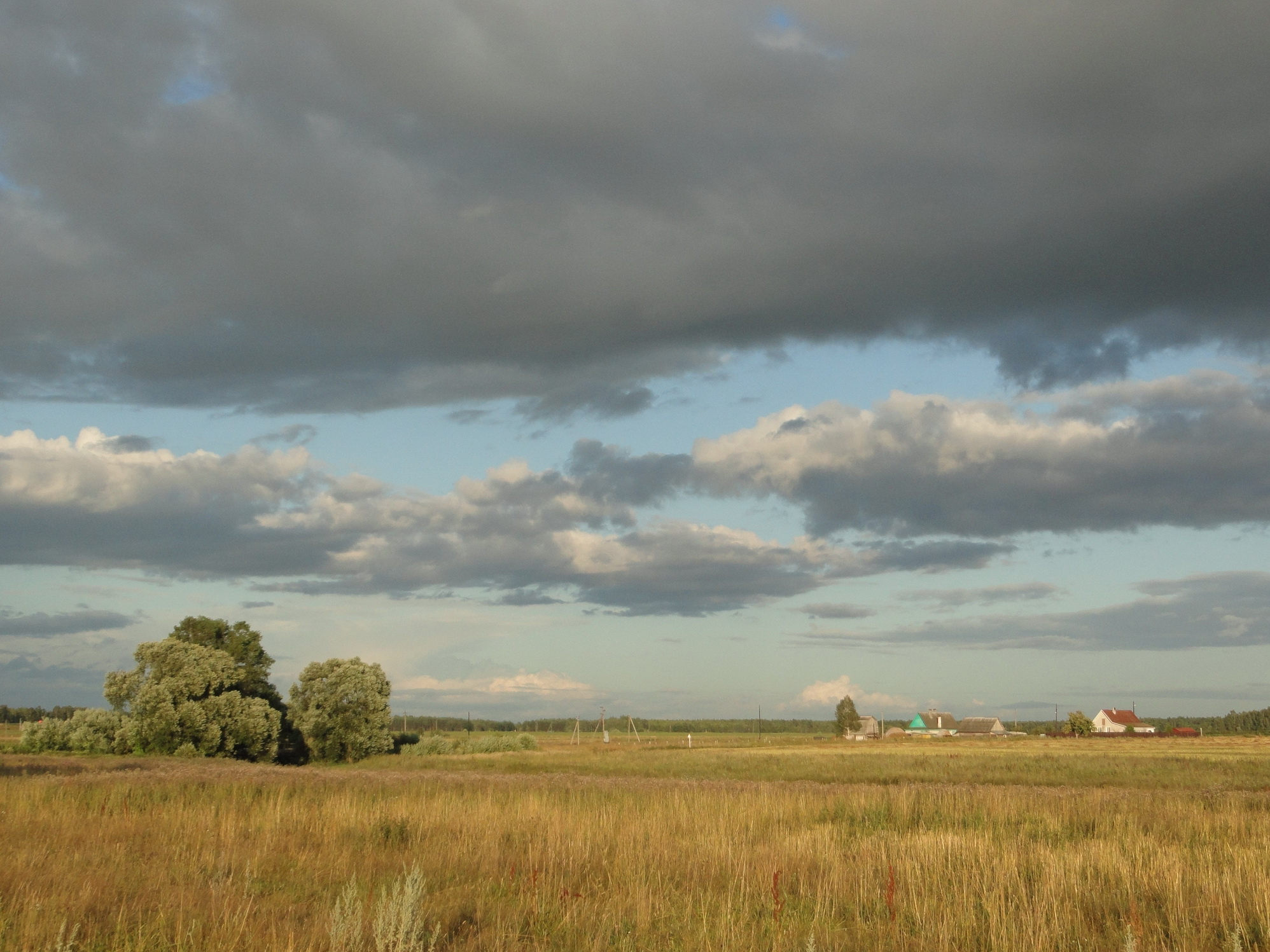
Хутор Токарі Бобруйського району

Примикає до Бобруйського похованого виступу. Кристалічний фундамент (абсолютні позначки від −300 м до −500 м) перекритий осадовим чохлом (потужність 360-600 м), складеному протерозойськими, девонськими, крейдяними, палеогеновими, неогеновими та четвертинними (потужність 20-100 м). Корисні копалини: торф, глина, будівельні та силікатні піски, мінеральні води.
У рельєфі переважає полого-хвиляста водно-льодовикова рівнина. Зустрічаються ділянки моренної рівнини та крайових льодовикових град. У північній частині розвинена широка плоска заболочена озерно-алювіальна рівнина (висоти 145-150 м) з залишковими озерами, що заростають. Поширені торф'яні болота, переважно низовинні .
Гідрографічна мережа (басейн Дніпра) включає фрагменти долин Свислочі, Березини, Птичі, їх притоки, озера, меліоративні канали, водосховища та ставки. Річкові долини вироблені, широкі та асиметричні.
Середня температура січня -6,6 ° C, липня - 18,3 °C. Опади 609 мм на рік. Вегетаційний період 192 дні.
У ґрунтовому покриві переважають дерново-підзолисті, дерново-підзолисті заболочені та торф'яно-болотні ґрунти. Переважають соснові, березові, чорновільхові ліси, поширені осинові, дубові та грабові ліси. Середня лісистість близько 49%. У сільськогосподарському застосуванні 38,8% земель.